# Анапест
Ана́пест (гр. ἀνάπαιστος, лат. anapaestus — зворотний дактилю, букв. — відображений назад) — в античному віршуванні — трискладова стопа тривалістю в чотири мори, що складається з двох коротких і одного довгого на кінці складу, з ритмічним наголосом на довгому: UU—.
У силабо-тонічному віршуванні — стопа, що складається з двох ненаголошених і одного наголошеного на кінці складу. Одностопний анапест майже не зустрічається в українській поезії, окремі випадки його вживання спостерігаються у гетерогенній строфі, наприклад, у фольклорно стилізованому вірші М. Вороного:
(…) Покохає мене щиро
Незрадливо — : Усміхнеться й мені доля
Милостиво!
Приклад двостопного анапеста:
Я дійду на зорі: до найстаршої брами,
Де ключі? У Дніпрі.
А Дніпро — під валами (В. Герасим'юк).
Зустрічається тристопний анапест:
Закигиче розлука над нами,
Розчахне двосистемно навскіс,
Замордується лихо ножами: Чи зависне в петлі твоїх кіс (І. Драч).
Чотиристопний анапест досить поширений в українському вірші на противагу іншим розмірам трискладової стопи:
Польовою стежкою з дальніх доріг: Йду в село і радію сподіваній стрічі.
Тільки ж каменем смуток на серце наліг:
Кладовище побільшало вдвічі (В. Марочкін).
П'ятистопний анапест, котрий витворює медитативний настрій:
На горі ніби снігом біліє давнезний собор,
Що скликає всі вірні серця вечорами і зранку.
Давня ратуша в землю вростає, немов мухомор,
Сивий майстер в льошку замовляє вина філіжанку (М. Рильський).
Шестистопний анапест — найменш популярний у сьогоденній українській версифікації:
В тихих продувах вітру цілував я змокріле волосся.
Гуркотів спорожнілий трамвай — ночі й зливі навстріч.
А позаду — в пульсуючих прожилках листя неслося,
Мов колись і ніколи… за нами й над нами… всю ніч (П. Куценко).
Анапест з'явився в українській поезії дещо пізніше порівняно з іншими тристопними розмірами — у другій половині 19 століття.